# Räpina kirik
Räpina Miikaeli kirik  (Mikaelskyrkan i Räpina) är en luthersk kyrka i Räpina i Estland. Den nuvarande stenkyrkan blev färdig 1785. Altartavlorna är från 1872 av C. Antropoff. De nuvarande orglarna tillverkades av A. Terkmann 1934.